# Abigaíl
Abigaíl es un nombre de origen hebreo, como muchos de los empleados en la cultura occidental judeocristiana.

## Historia
En el Antiguo Testamento, Abigaíl es una israelita, al principio mujer de Nabal y después tercera esposa del rey David.
David la toma por esposa al ver en ella una mujer prudente y con entendimiento.
Es considerada por la tradición judía como una de las siete profetisas junto con Míriam, Débora, Ana, Sara, Hulda y Ester.

## Personas
- Abigail Adams, primera dama de Estados Unidos.
- Abigail Spears, tenista profesional de los Estados Unidos.
- Abigail Williams, acusadora en los Juicios de Salem de 1692.
- Abigail Breslin, actriz estadounidense.
- Abigail Scott Duniway, sufragista, editora y escritora estadounidense.
- Abigaíl Marcet, cantante española.